# Noriyuki Nakayama
Noriyuki Nakayama  (japanisch 中山 典之, Nakayama Noriyuki; * 3. September 1932 in  der Präfektur Nagano; † 16. Februar 2010) war ein professioneller Go-Spieler (6. Dan).

## Tätigkeit
Nakayama war Schüler von Suzuki Goro 8. Dan. 1962 bestand er im Alter von 29 Jahren die Aufnahmeprüfung des Nihon Kiin und wurde professioneller Spieler im Rang eines ersten Dan. Im gleichen Jahr stieg er zum 2. Dan auf. 
Nakayama war Buchautor und schrieb regelmäßig Kolumnen für die japanische Tageszeitung Asahi. Im Jahr 2002 erhielt er den Okura-Preis (大倉喜七郎賞) für die Verbreitung und Förderung des Go-Spiels.

## Werke auf Deutsch
- Die Schatztruhe. Nakayamas Go-Geschichten und Rätsel, 2008, ISBN 978-3-940563-02-6
- Zauberei auf der ersten Linie, 2020, ISBN 978-3-940563-66-8